# 藍塘傲

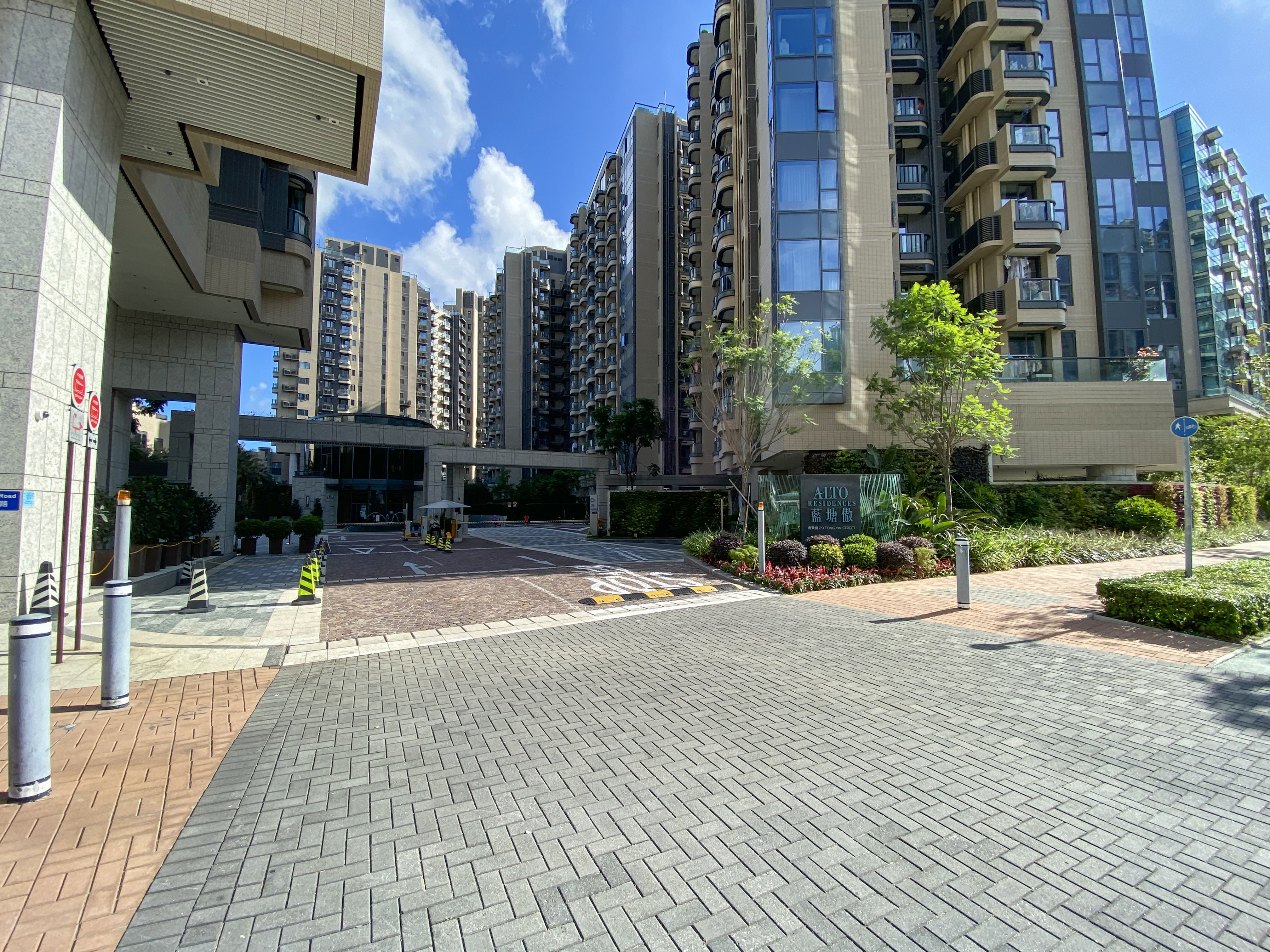
住宅入口

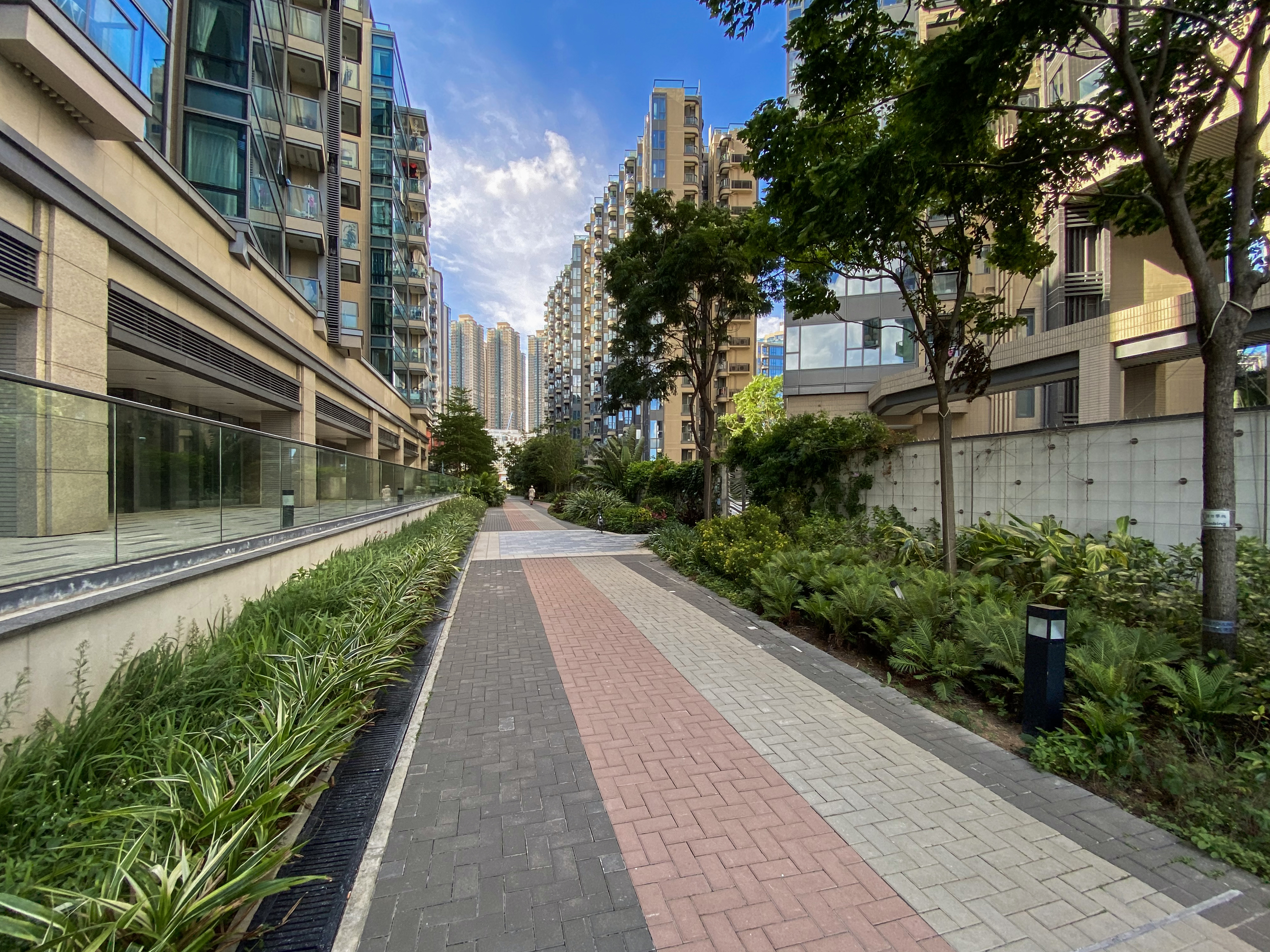
藍塘傲與CAPRI之間的小徑

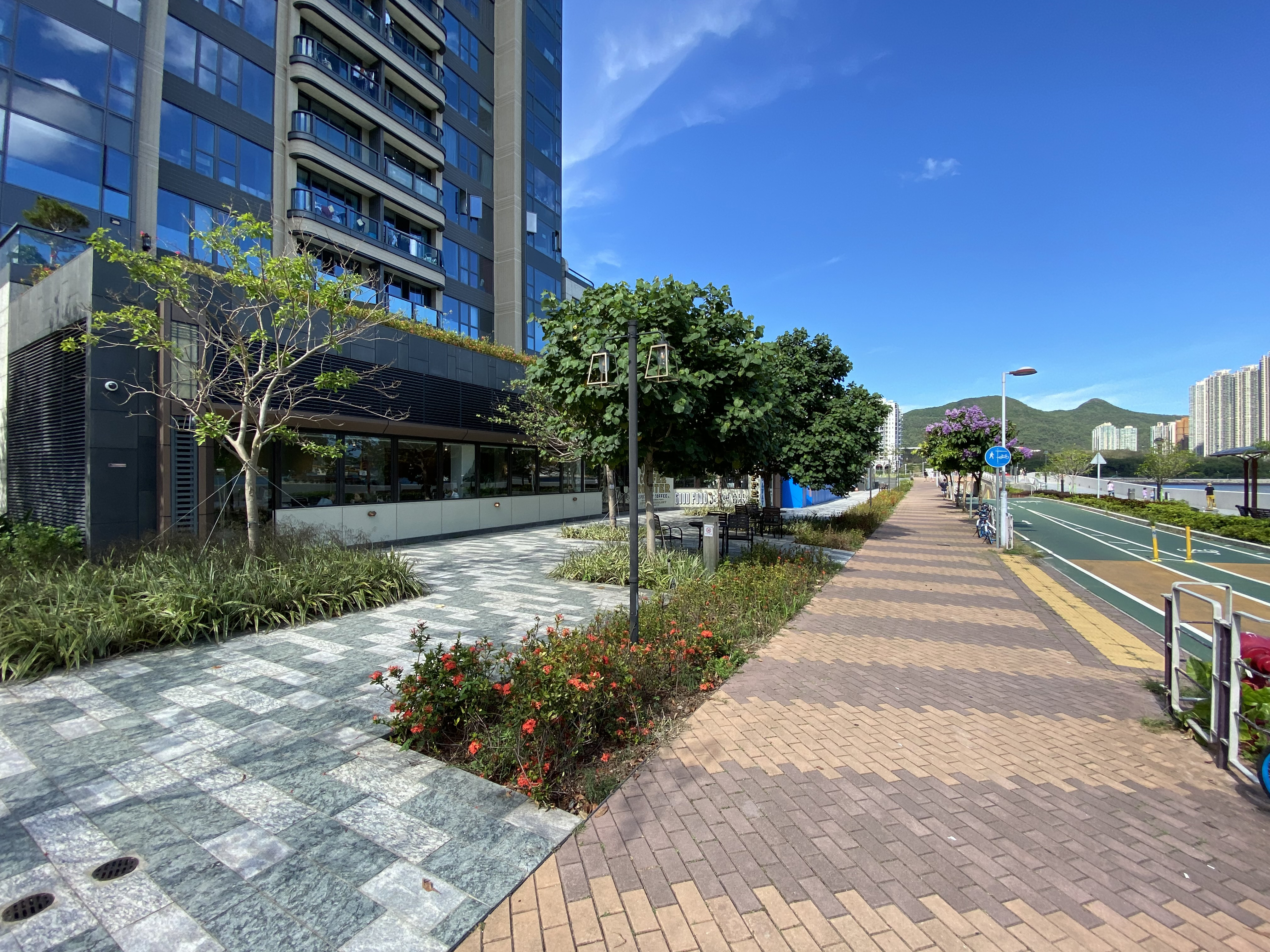
將軍澳海濱公園對出的餐廳

藍塘傲（英語：Alto Residences）是麗新集團及帝國集團合作的地產項目，位於香港新界將軍澳唐賢街29號，由香港巴馬丹拿集團設計，協興建築承建。項目已於2018年5月初取得入伙紙並預計於2018年9月前後取得滿意紙。展覽廳及示範單位設於觀塘鱷魚恤中心。
項目共設605伙，住宅大樓共有7幢，洋房共有23幢。開盤價每呎平均13,000元，為將軍澳區最貴。

## 項目背景
項目名稱中的「藍塘」指的是藍塘海峽灣岸，「傲」則意謂項目能傲視藍塘海景；同時亦指冀望打造高層次生活圈。

## 項目詳情
藍塘傲由七座分層住宅大樓及二十三幢洋房組成。住宅大樓每座樓高12至18層，全部不設庇護層，各配置兩部電梯。每層住宅樓層設有2至10伙單位（第1至3座每層設2至6伙、第5至8座每層設5至10伙），共提供582伙實用面積由368至1,874平方尺之分層住宅。
所有樓宇均採用迅達提供的升降機。

## 分層單位間隔
單位樓底高度由2.7至4.2米，間隔分為1房2廳、1房2廳（連套房）、1房2廳連儲物室、2房2廳、2房2廳（連套房）、2房2廳（連雙套房）、3房2廳、3房2廳（連套房）、3房2廳（連套房）及儲物室連廁、3房2廳（連雙套房）及儲物室連廁、4房2廳（連套房）及儲物室連廁、4房2廳（連雙套房）及儲物室連廁等多種。當中以以1房及2房戶為主打，共佔供應量近7成。而廚房分有開放式及獨立式兩種設計，大多數單位設有露台、工作平台。

## 戶型種類

### 標準戶
共有518伙，樓底高度由2.7至3.55米，實用面積由368至1,191平方尺，各配置22至41平方尺露台，部分單位另設有16至18平方尺工作平台。

### 連平台戶
則有12伙，分別於第1座5樓、2座6及10樓、3座10樓、7座2樓及8座5樓，樓底高度為2.85至3.55米，實用面積由389至999平方尺，各配置27至165平方尺平台，部分單位另設有22平方尺露台、16平方尺工作平台。

### 連花園戶
僅設2伙，位於第1座1樓A及B室，樓底高度為2.8至3.55米，實用面積由1,133至1,148平方尺，各配置655平方尺花園及25或58平方尺平台，B室另設有17平方尺工作平台。

### 頂層特色戶
共設28伙，分佈於各座頂層（16至19樓），樓底高度由3.5至4.2米，實用面積由402至1,874平方尺，戶戶配置78至1,116平方尺天台、30至53平方尺梯屋及22至58平方尺露台；部分單位另設有279至519平方尺平台、16至18平方尺工作平台。
2017年8月20日售出3座頂層19樓A室連天台大宅，實用面積1412方呎，天台1031方呎，成交價4446.81萬元，呎價3.15萬元，創出將軍澳新盤分層呎價最貴紀錄。

### 複式戶
共設22伙，分布於第2、3、5、6座地下及1樓和第5至8座15及16樓，樓底高度由3.2至3.9米，實用面積由739至1,451平方尺。其中地下複式戶配置186至647平方尺花園；而部份頂層複式戶則設有140至469平方尺天台、32至35平方尺梯屋。另有部分單位帶有22平方尺露台、16至17平方尺工作平台。

### 洋房
項目提供二十三幢洋房（1至27號屋），當中1至9號屋分別樓高6層，樓底高度由2至4.5米，戶戶設有室內電梯；而10至27號屋則樓高5層，樓底高度由2.403至5.185米，均不設室內電梯。
各洋房的實用面積2,222至3,756平方尺，間隔主要分為3房2廳（連3套房）及儲物室連廁、4房2廳（連雙套房）及儲物室連廁、4房2廳（連4套房）及儲物室連廁等3種。全部採用獨立式廚房設計，各配置413至2,215平方尺花園、570至673平方尺天台、130至137平方尺梯屋、135平方尺停車位及41至183平方尺平台。

## 屋苑設施

### 生活配套
藍塘傲地面和地庫設約10萬平方尺商場“藍塘傲格林威治村”，共有23個舖位，最大租戶為悅榕集團旗下水療品牌悅椿SPA，佔地6250方呎，租期5年，月租逾30萬。同時引入多家特式食肆。其他租戶包括U購Select Food 超級市場，Super Motion Fitness和24/7Fitness健身中心（已搬到Capri Place）。
2023年10月，發展商將商場地下、1樓、地庫1樓至2樓，以及地庫全層停車場推出招標，意向價高達8.5億元。。商場最終在2024年7月由華潤隆地以5.4億元購入。同年8月，商場改名為藍塘匯Alto Brim28。
而附近Capri和帝景灣亦自設商場、距離約5至10分鐘步程另有PopWalk、PopCorn、將軍澳廣場、將軍澳中心商場等可供選擇。藍塘傲對面為法國國際學校。

### 社區康體設施
附近有調景嶺體育館及圖書館和將軍澳海濱公園供公眾使用。

### 配套設施
項目設有面積約32,460平方尺之住客會所，提供游泳池等設施。另有佔地約30,377平方尺綠化空間及空中花園，以及約2,196平方尺園景區。而項目已取得綠色建築認證銅級暫定評級，表示建築在節能排放及環評上表現尚佳。

### 景觀
項目單位主要向南望海景及向東望海濱公園景，預計有7成單位能享有海景。當中第1至3座住宅大樓, 第8座住宅部分正南單位及1至9號洋房面向藍塘海峽，享有開揚景致。

## 興建圖片

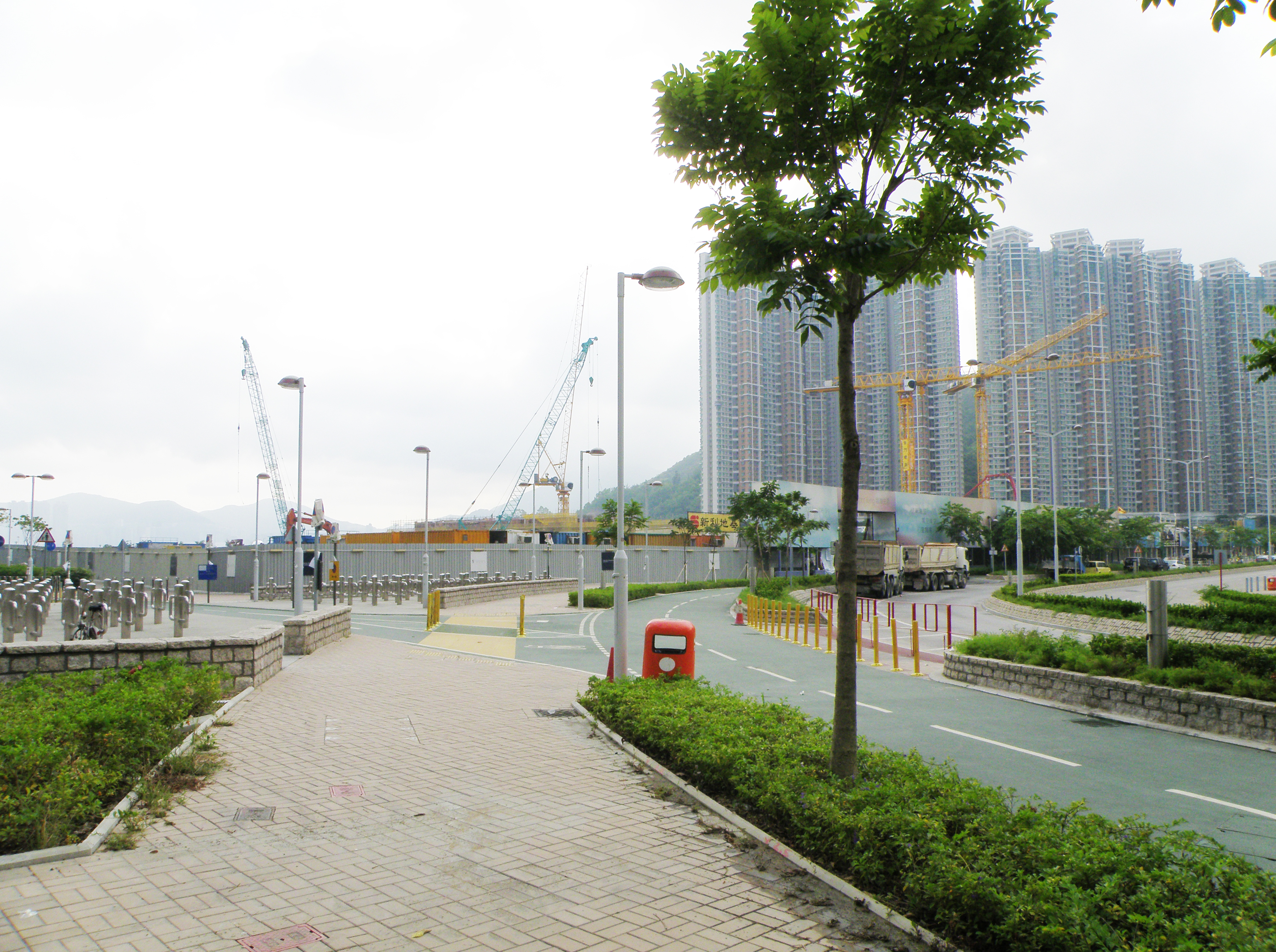
2015年10月，進行地基工程的藍塘傲，左後及右為興建中的CAPRI
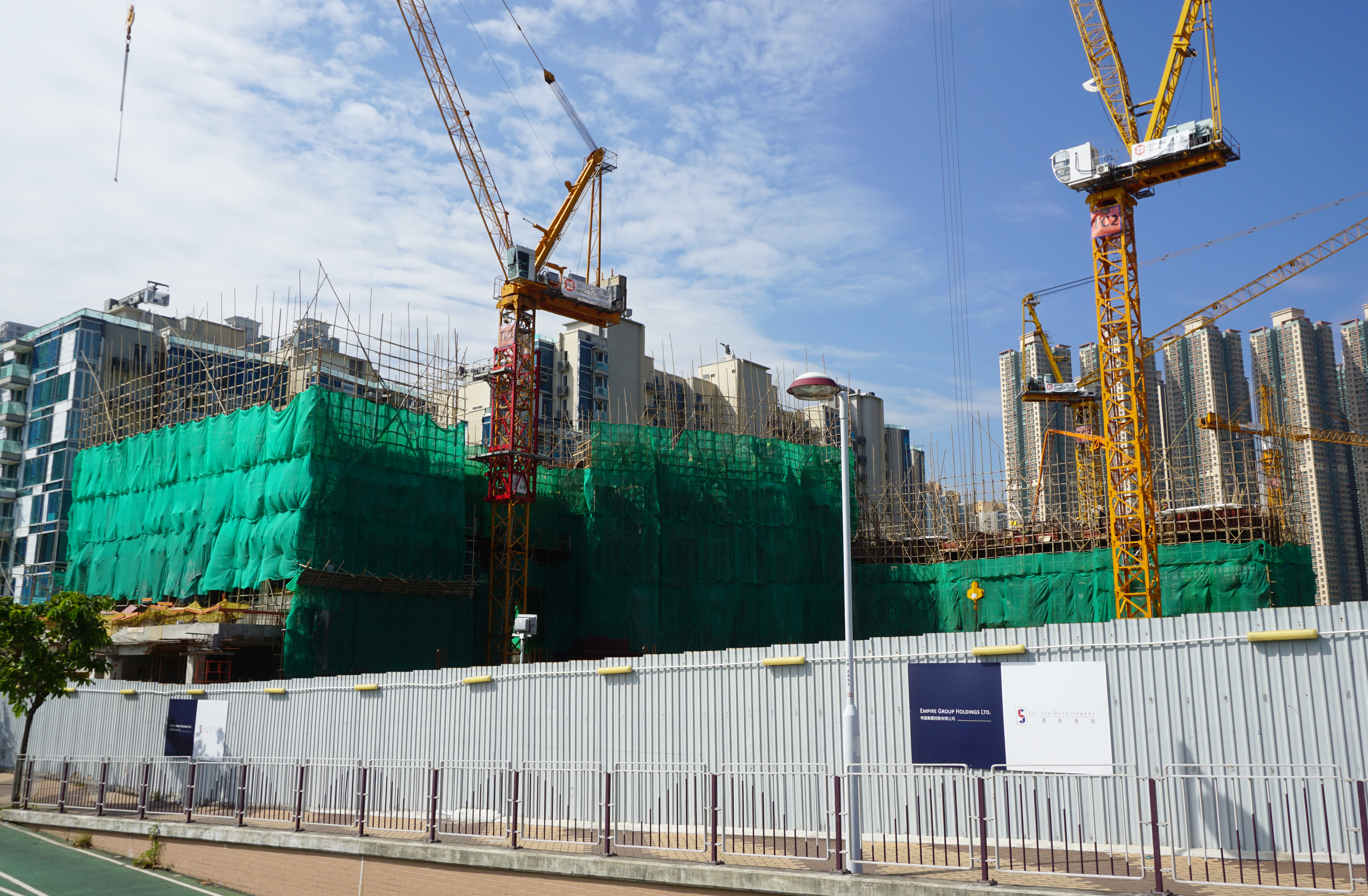
2016年10月
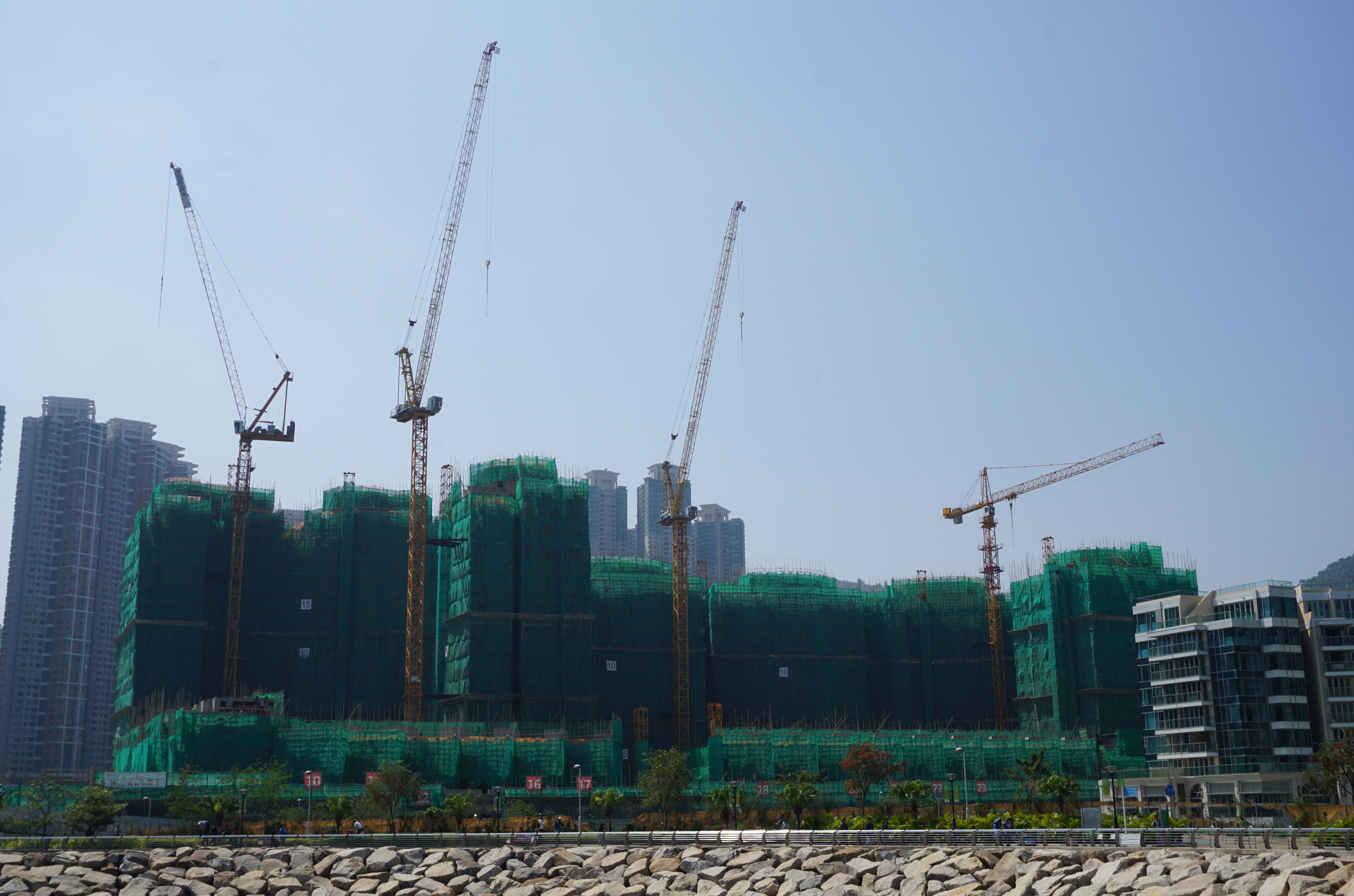
2017年4月
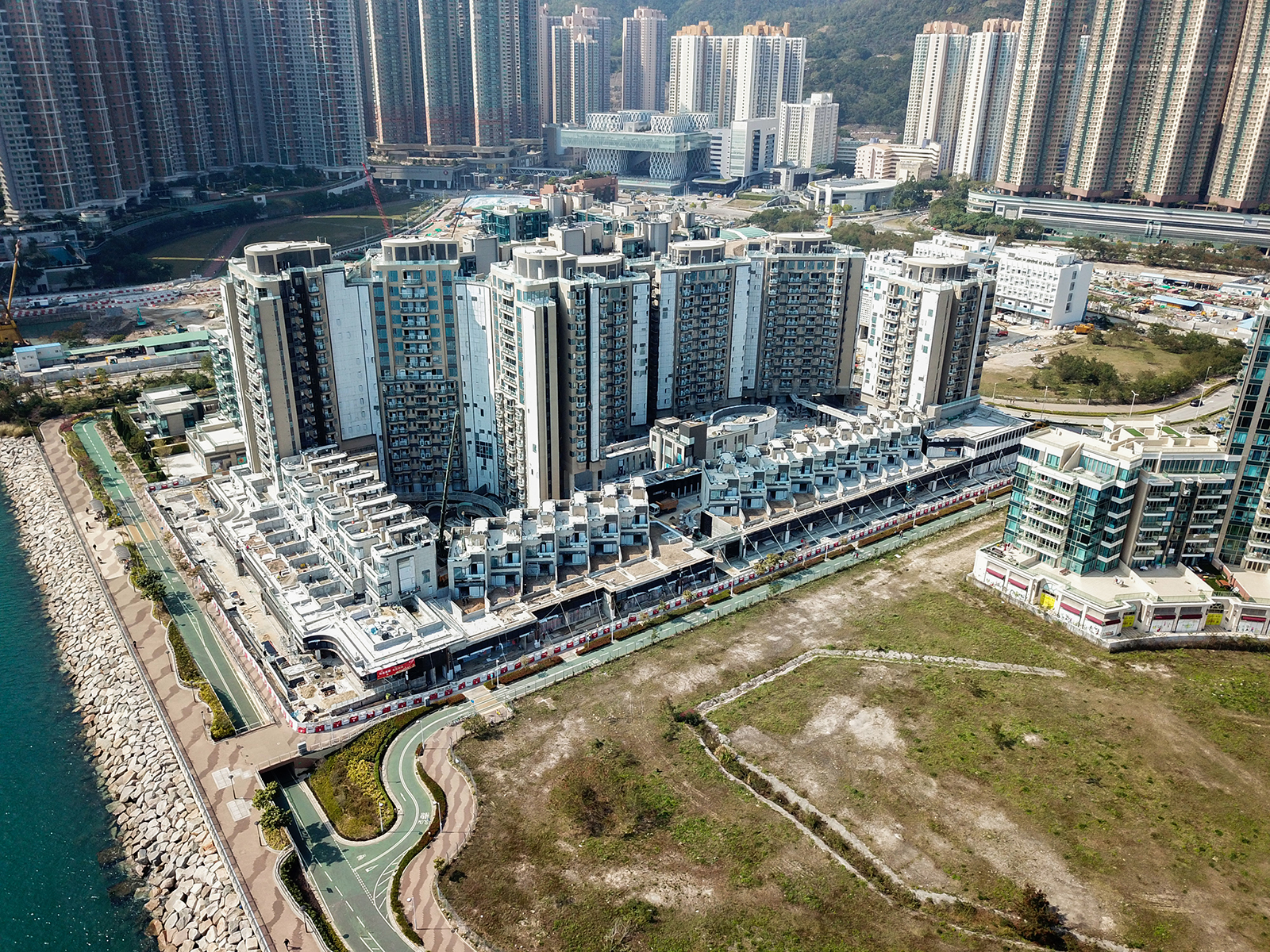
2018年2月

## 外部連結
- 藍塘傲 （页面存档备份，存于）